# كريستيان كامبل
كريستيان كامبل (بالإنجليزية: Christian Campbell)‏ (و. 1972 – م) هو ممثل، وممثل تلفزيوني، من كندا، ولد في تورونتو.

## وصلات خارجية
- كريستيان كامبل على موقع IMDb (الإنجليزية)
- كريستيان كامبل على موقع ألو سيني (الفرنسية)
- كريستيان كامبل على موقع ميوزك برينز (الإنجليزية)
- كريستيان كامبل على موقع أول موفي (الإنجليزية)
- كريستيان كامبل على موقع قاعدة بيانات برودواي على الإنترنت (الإنجليزية)
- كريستيان كامبل على موقع قاعدة بيانات الأفلام السويدية (السويدية)
- كريستيان كامبل على موقع إن إن دي بي (الإنجليزية)
- كريستيان كامبل على موقع ديسكوغز (الإنجليزية)
- كريستيان كامبل على موقع قاعدة بيانات الفيلم (الإنجليزية)
- كريستيان كامبل على موقع كينوبويسك (الروسية)